# Aleksander Kaszkiewicz
Mons. Aleksander Kaszkiewicz (* 23. září 1949, Padhajdzi) je běloruský římskokatolický duchovní a emeritní biskup hrodenský.

## Život
Narodil se 23. září 1949 v Padhajdzi. Po základní a střední školy nastoupil do Vyššího kněžského semináře v Kaunasi. Kněžské svěcení přijal 30. května 1976. V letech 1976-1981 byl farním vikářem v Panevėžysi. Roku 1981 se stal farářem farnosti Svatého Ducha ve Vilniusu.
Dne 13. dubna 1991 jej papež Jan Pavel II. ustanovil prvním biskupem nově založené diecéze v Grodnu. Biskupské svěcení přijal 23. května 1991 z rukou biskupa Tadeusze Kondrusiewicze a spolusvětitelé byli biskup Edward Kisiel a biskup Juozas Preikšas. Jeho biskupské heslo je Jesu in te confido (Ježíši, důvěřuji ti) které převzal z obrazu Božího milosrdenství.
Dne 14. června 2006 se stal předsedou Běloruské biskupské konference. Je hlavou Rady pro mládež a Rady pro katolickou výchovu. Dne 30. září 2024 přijal papež František jeho rezignaci z důvodu dosažení kanonického věku 75 let.